# Knut Reiersrud

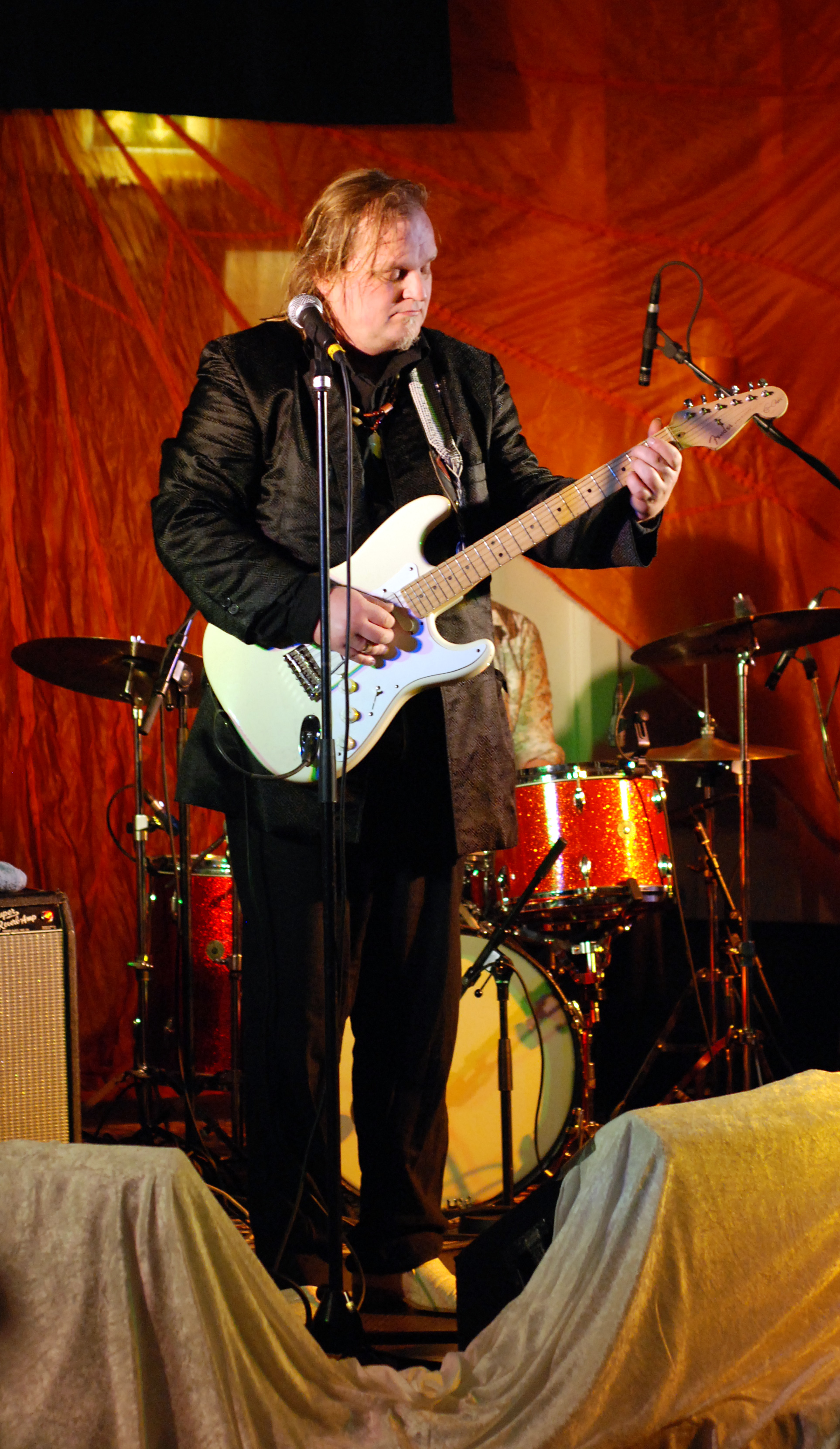
Knut Reiersrud

Knut Riersrud nació en 1961 en Noruega. Es un guitarrista de blues y su trabajo incorpora elementos de la música tradicional de Noruega y de la música africana. Knut vive en Oslo, Noruega y ha colaborado extensivamente con el organista noruego Iver Kleive. Knut también se desenvuelve tocando la armónica, la mandolina, el langeleik, el laúd, y el saz turco.

## Discografía
- 1982 - Rooster Blues Hot Club Records
- 1993 - Roots To Scandinavian Blues (con Nappy Brown) Hot Club Records
- 1991 - Blå koral
- 1993 - Tramp (sacado a la venta en Estados Unidos en 1994 con el nombre de Footwork)
- 1995 - Klapp
- 1998 - Soul of a Man
- 2001 - Sweet Showers of Rain
- 2011 - One Drop Is Plenty (con Mighty Sam McClain)[1]
- 2013 - Aftonblues
- 2014 - Gitar
- 2015 - Tears of the World (con Mighty Sam McClain)
- 2015 - Trail of Souls (con Solveig Slettahjell e In The Country)
- 2018 - Heat